# Kombinirani korpus (Avstro-Ogrska)
Kombinirani korpus (izvirno nemško Kombiniertes Korps) je bil korpus avstro-ogrske kopenske vojske, ki je bil aktiven med prvo svetovno vojno.

## Zgodovina
Januarja 1915 je bil korpus preimenovan v 19. korpus.

## Poveljstvo
Poveljniki (Kommandanten)
- Alfred Krauss: september - december 1914
- Ignaz Trollmann: december 1914 - januar 1915

Načelniki štaba (Stabchefs)
- Ernst Hittl: september 1914 - januar 1915